# Seeed
A Seeed egy berlini reggae/dancehall-együttes, amely 1998-ban alakult, és mára 11 főből áll. A tagok neve (Enuff, Eased és Ear) a csapat nevében köszön vissza. A Seeed leginkább dubot és dancehallt játszik. „Különleges reggae-kommandó”-ként indulva hamar hírnevet szereztek a német zenei piacon és külföldön is.
Kezdetben a Seeed a stílusidegen hangszerekről – például a harsona vagy a szaxofon – vált ismertté. Kifejlesztettek egy egyedi, basszusalapú és számítógéppel előállított ütemekre épülő hangzást.
A zenéjük így nem csak Németországban lett sikeres, hanem Dél-Európában is. A „Watterpumpe” és az ehhez tartozó „Doctor's Darling” ütemmel 2002-ben a Seeed volt az első német nyelvű együttes, amely Trinidad és Tobagóban felkerült a toplistákra. A nagy siker külföldön egy ok lett arra, hogy a „Music Monks” nemzetközibb legyen. Afrikai turnékkal, franciaországi fellépésekkel, további ritmusokkal és jamaicai előadókkal közösen a Seeed egyre nagyobb hullámot ver. Jelenleg Németország is azok közé tartozik, akik megindultak a dancehall felé, és ez a Seeednek köszönhető jórészt.

## Az együttes tagjai
- Alfi Trowers (ütős)
- Based (dob)
- Moritz Delgado (szaxofon)
- Enuff alias Peter Fox alias Pierre Baigorry (ének)
- Ear alias Demba Nabé (ének)
- Eased alias Frank A. Dellé (ének)
- DJ Luke (DJ)
- Jerome „Tchamp” Bugnon (harsona)
- „Dubmaster” Reibold (szintetizátor)
- „Rudeboy” Rudy (gitár)
- Tobsen Cordes (basszus)

### A stúdióban
- Olsen Involtini (keverőpult)
- DJ Illvibe (DJ) a „Next” elkészítésénél már nem volt jelen.